# 盧希基
50°10′51″N 23°52′48″E / 50.18083°N 23.88000°E
盧希基（烏克蘭語：Лущики），是烏克蘭西部的村莊，隸屬利維夫州的利維夫區。該村面積2.88平方公里，海拔高度215米，2001年人口127，人口密度每平方公里44.1人。